# Košická univerzita

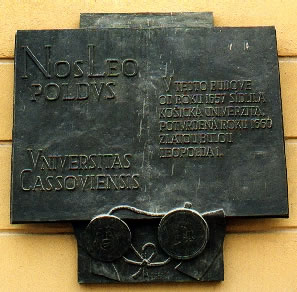
NOS LEOPOLDVS VNIVERSITAS CASSOVIENSIS. Pamětní deska (ve formě zakládací listiny s císařskou zlatou bulou) na staré budově Košické univerzity

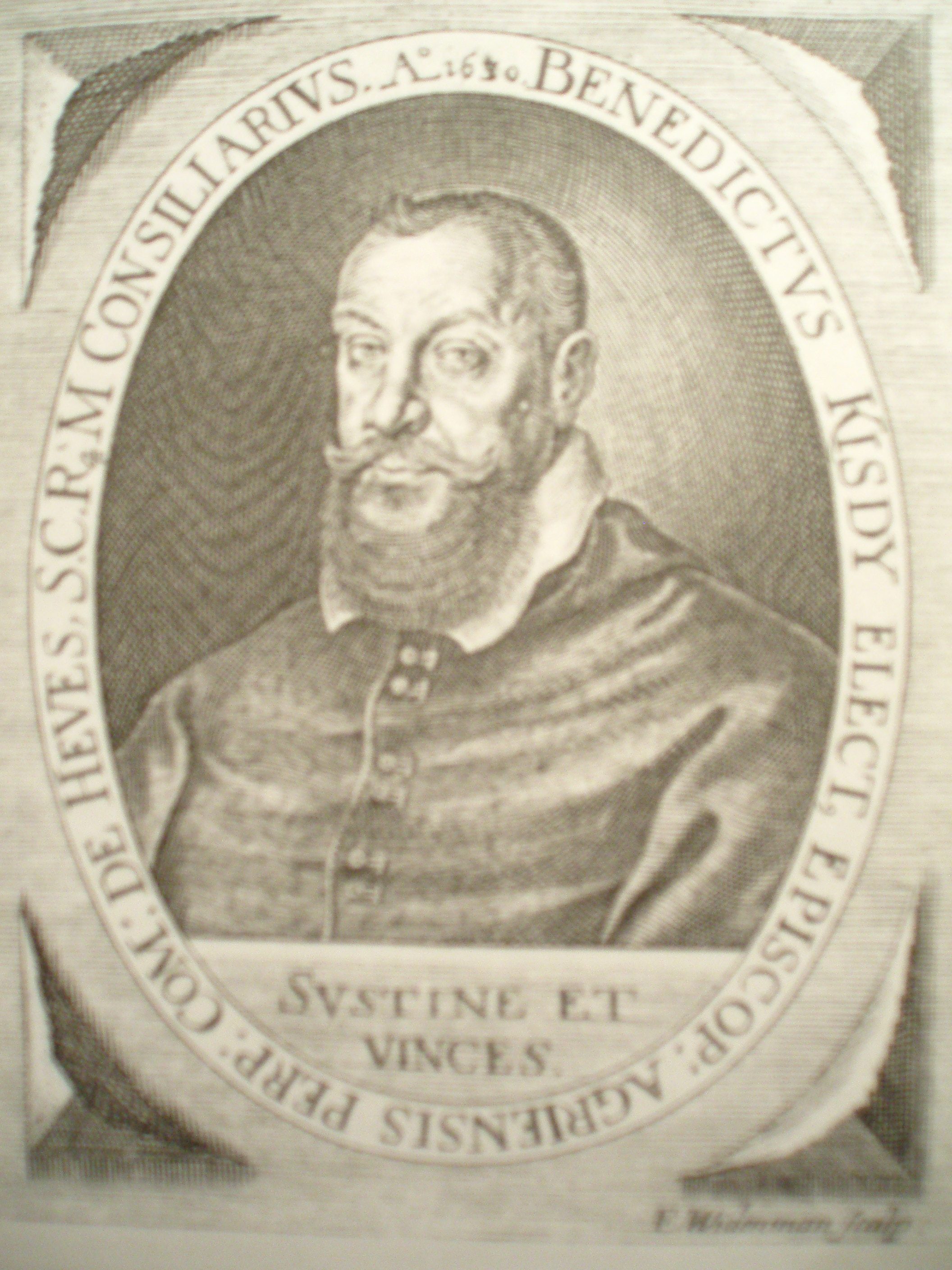
Zakladatel biskup Benedikt Kišdy

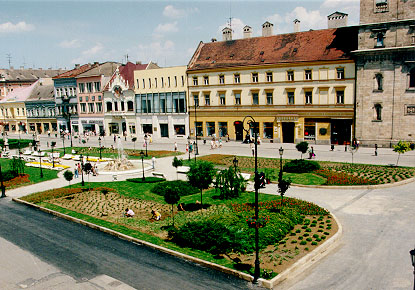
Někdejší areál Košické univerzity vedle premonstrátského kostela na Hlavní ulici

Košická univerzita (lat. Universitas Cassoviensis) byla univerzita protireformačního zaměření založená roku 1657 v Košicích a existující po dobu 119 let – až do roku 1776, kdy poklesla na dvoufakultní vysokou školu, Košickou královskou akademii (lat. Academia Regia Cassoviensis). Od roku 1850 fungovala pouze jako jednofakultní Právnická akademie, a to až do roku 1921, kdy byla zrušena.
Původně univerzitu spravovali jezuité, ovšem po zrušení řádu (1773) přešla na stát. Až do poloviny 18. století patřila tato univerzita mezi nejvýchodněji položené v Evropě (spolu s Vilniuskou a Tartuskou univerzitou). Byla to třetí univerzita na území Uher i dnešního Slovenska.

## Založení univerzity
Myšlenkou založit v Košicích univerzitu se zabýval již před rokem 1654 zakladatel Trnavské univerzity Péter Pázmány. Plán se podařilo zrealizovat až jeho příteli, jágerskému biskupovi Benediktu Kišdymu fundací z 26. února 1657. Na její založení věnoval částku 40 000 tolarů.
Římský císař a uherský král Leopold I. potvrdil 7. srpna 1660 zlatou bulou, vydanou ve Štýrském Hradci, text Kišdyho zakládající listiny a zrovnoprávnil ji s ostatními univerzitami v Svaté římské říši národa německého (Praze, Vídni, Trnavě, Kolíně nad Rýnem, Mohuči, Ingolstadtu a jinými). Slavnostní vyhlášení zlaté buly se uskutečnilo současně s prvními promocemi na konci letního semestru roku 1661.
Založení univerzity v Košicích mělo posílit pozice Habsburků v Horním Uhersku, které bylo často okupováno odbojných protestantskými šlechtici v četných protihabsburských stavovských povstáních. Její působení mělo také silný ideologický význam při vytlačování Turků z Uherska. To vyjádřila ve svém pozdravu při příležitosti vydání zlaté buly i Vídeňská univerzita přáním, aby i mládež, připravená v Košicích vědecky a vojensky, triumfovala nad mohamedány.

## Pod vedením jezuitů
Košická univerzita měla právo udělovat doktoráty, licenciáty a bakalaureáty. Významné bylo ustanovení o vzájemném uznávání akademických stupňů s ostatními univerzitami. Organickou součástí Košické univerzity bylo jezuitské gymnázium. Navázalo na dřívější založené kolegium (1650), mělo vlastního děkana a nazývalo se Facultas linguarum. Sloužilo jako šestiletá přípravka na univerzitní studium. Po jeho absolvování se pokračovalo na tříleté filozofické fakultě. Dominantní postavení měla čtyřletá teologická fakulta. Kromě toho měla univerzita od roku 1712 i právnickou katedru. Vlastní právnická fakulta vznikla až v roce 1777.
Vyučovacím jazykem byla latina. Působila zde řada osobností jako Martin Palkovič, Samuel Timon, Štefan Kaprinai, Karol Wágner, Juraj Sklenár, Michal Lipšic, Gabriel Serdaheli a František Borgia Kéri, kteří významným způsobem ovlivnili rozvoj uherské vědy a vzdělanosti. Na univerzitě přednášeli studentům všech národností tehdejšího Uherska řádní a mimořádní profesoři. Přednášející se většinou střídali mezi působením v Trnavě a v Košicích.
Univerzita byla velmi dobře vybavenou institucí. Kromě gymnázia vedle ní fungoval konvikt pro výchovu šlechticů (od 1659), kněžský seminář (od 1665), univerzitní knihovna a tiskárna (založená 1674). V roce 1681 byl vybudován pro univerzitní potřeby na místě bývalého Královského domu raně barokní kostel (dnes Premonstrátský kostel, označovaný z tohoto důvodu i jako univerzitní), čímž se vysokoškolský areál značně rozšířil. Univerzita vlastnila více obcí na Spiši, v abovské a Zemplínské stolici a z gemerských měst jí patřila Jelšava.

## Košická královská akademie
Po zrušení jezuitského řádu v roce 1773 převzal univerzitu stát a pod názvem Alma universalis episcopalis („Biskupská univerzita“) pokračovala ještě 3 roky, než byla přetvořena na Košickou královskou akademii. Tehdy na základě vládního ustanovení Ratio educationis ztratila svou samostatnost a byla právně filiována k jediné uherské univerzitě převedené z Trnavy do Budína.
Akademie sestávala z dvouleté filozofické a dvouleté právnické fakulty. Výuka teologie byla přesunuta do arcibiskupského města Jáger. Právo promovat jí však zůstalo. Z tohoto období se proslavil jeden z jejích posluchačů Michal Baluďanský, který studoval v Košicích v letech 1785–1787. Stal se zakladatelem a prvním rektorem (1819–1821) Petrohradské univerzity v Rusku.

## Právnická akademie
Od roku 1850 se na akademii vyučovalo pouze právo, proto i její název byl změněn na Právnickou akademii. Po přičlenění Košic do Československa bylo rozhodnuto akademii zrušit: došlo k tomu v roce 1921. K třísetleté tradici Košické univerzity se dnes hlásí Univerzita Pavla Jozefa Šafárika v Košicích i Teologická fakulta Katolické univerzity v Ružomberku se sídlem v Košicích.